# Brigitte Herremans
Brigitte Herremans (1979) is een Vlaamse Midden-Oosten-expert. 

## Biografie
Herremans studeerde Oosterse Talen en Culturen (Arabisch en Bijbels Hebreeuws) aan de Universiteit Gent en internationale betrekkingen aan de Université libre de Bruxelles. Een deel van haar opleiding volgde ze in Jeruzalem en in Caïro. Na haar studies werkte ze verder op dit onderwerp, bij Broederlijk Delen en Pax Christi Vlaanderen. In 2018 ging ze bij BOZAR aan de slag en keerde in 2019 als onderzoekster terug naar Universiteit Gent en werd woordvoerder van het Vlaams Vredesinstituut.
Eind 2019 kreeg ze samen met Artsen zonder Grenzen de Ambassadeur voor de vrede-prijs voor haar "volgehouden inspanningen voor vrede, verbondenheid en respect voor de mensenrechten". 

## Publicaties
- 2016: Israël en Palestina. De kaarten op tafel met Ludo Abicht